# 鹽竈神社 (東京都港区)
鹽竈神社（しおがまじんじゃ）は、東京都港区の神社。

## 概要
1695年（元禄8年）、仙台藩藩主伊達綱村が、領地の鹽竈神社より分霊を勧請し、汐留にあった仙台藩江戸上屋敷内に創建した。
1856年（安政3年）、現在地にあった仙台藩江戸中屋敷に移転するとともに、一般人の参拝を許可した。明治時代になり、仙台藩関係者が去った後も「安産の神」として崇敬を受けてきた。
境内は旧仙台藩江戸藩邸だったこともあり、旧藩主家の伊達家が所有していた。1930年（昭和5年）、地元の要望を聞き入れる形で当時の伊達家当主伊達興宗伯爵は、地元町内会「愛宕下町会」に土地を寄付し、町会が所有・管理する東京唯一の公園「塩釜公園」として開園した。1972年（昭和47年）に港区に移管された。

## 交通アクセス
- 御成門駅より徒歩5分（経路案内）。